# Flaviano Khoury
Flaviano Khoury, auch Flavien Cyrille Kfoury (* 1859 in Khounshara, Libanon; † 1920) war ein libanesischer Geistlicher und Erzbischof von Homs in Syrien der Melkitischen Griechisch-Katholischen Kirche. 

## Leben
Am 21. November 1901 wurde er als Nachfolger von Gregor Ata zum Erzbischof von Homs ernannt. Die Bischofsweihe spendete ihm Peter IV. Géraigiry, Patriarch von Antiochia der Melkitischen Griechisch-Katholischen Kirche, am 21. November 1901; Mitkonsekratoren waren Cyrill VIII. Geha, Erzbischof von Aleppo, Eutimio Zulhof BS, Erzbischof von Tyros, Basilio Haggiar BS, Bischof von Sidon, Melezio Fakkak, Erzbischof von Beirut und Jbeil, Joseph Dumáni BS, Bischof von Tripoli, und Nicolas Cadi, Erzbischof von Bosra und Hauran.
Er war Mitkonsekrator bei Patriarch Maximos IV. Sayegh. 1920 wurde er, unter gleichzeitiger Ernennung zum Titularerzbischof von Palmyra dei Greco-Melkiti, in den Ruhestand versetzt und starb noch im gleichen Jahr. Sein Nachfolger wurde Basilio Khouri.